# Sammi Kane Kraft
Sammi Kane Kraft (* 2. April 1992 in Livingston, New Jersey; † 9. Oktober 2012 in Los Angeles, Kalifornien) war eine US-amerikanische Schauspielerin, Musikerin und Baseballspielerin. Internationale Bekanntheit erhielt sie im Jahre 2005 durch ihre Rolle der Amanda Whurlitzer im Remake des 1976er Filmklassikers Die Bären sind los.
Am 9. Oktober 2012 verstarb sie im Alter von 20 Jahren in der Metropole Los Angeles bei einem Verkehrsunfall, bei dem sie als Beifahrerin beteiligt war.

## Leben, Karriere und Tod
Sammi Kane Kraft wurde im Jahre 1992 in der Kleinstadt Livingston im US-Bundesstaat New Jersey als jüngstes Kind von Shelly und Lulu Kane Kraft geboren, wuchs allerdings im Bundesstaat New York auf. Bereits in jungen Jahren war Kane Kraft eine begeisterte Baseballspielerin und zog schließlich mit ihrer Familie von New York ins klimatisch besser bedingte Los Angeles, wo sie das ganze Jahr über ihren Sport ausüben konnte. Bereits als Achtjährige zeigte sie von ihrem Talent, als sie als einziges Mädchen der Toluca Lake Titans aktiv war und in einem Spiel im letzten Inning gleich neun Strikes erzielte und damit den Ausgang der Partie drehte. In Los Angeles wurde sie von Talentscouts auch auf einem Baseballfeld entdeckt und schließlich in das Remake des 70er-Jahre-Klassikers Die Bären sind los gecastet. Im Casting, das im Stadtteil Encino stattfand, konnte sie mit einem Fastball, der es auf 75 mph (120 km/h) brachte, klar überzeugen.
Für den Film wurde ihr die Rolle der Amanda Whurlitzer angeboten, die im Original von 1976 von Tatum O’Neal gespielt wurde. Nur zwei Tage vor der Premiere von Die Bären sind los hatte Kane Kraft einen Auftritt in der US-Morgenshow Today; in ebendieser Ausstrahlung traten neben ihr unter anderem auch Peggy Friend und Scarlett Johansson in Erscheinung. Am 22. Juli 2005 erfolgte die US-Premiere von Die Bären sind los. Im Folgejahr wurde das Kinderensemble der 35-Millionen-Dollar-Produktion bei der Verleihung der Young Artist Awards 2006 mit einem Young Artist Award in der Kategorie „Beste Besetzung in einem Spielfilm“ ausgezeichnet. Zusammen mit Kane Kraft erhielten auch noch Seth Adkins, Ridge Canipe, Brandon Craggs, Jeffrey Davies, Timmy Deters, Carlos Estrada, Emmanuel Estrada, Troy Gentile, Carter Jenkins, Aman Johal, Tyler Patrick Jones und Jeffrey Tedmori diese Auszeichnung. Nur einen Monat nach der Premiere in den Vereinigten Staaten nahm die junge Baseballspielerin aus der Little League mit ihrem Team an den von der Amateur Athletic Union organisierten Junior Olympic Games teil. In der deutschsprachigen Synchronfassung des Films wurde ihr von Tanya Kahana die Stimme geliehen.
Einige Jahre nach ihrer Hauptrolle war Kane Kraft wieder weit von einer Karriere als Schauspielerin entfernt. Neben dem Baseballspielen konzentrierte sie sich vor allem auf ihre Schulausbildung und ihr Privatleben. Nach dem Abschluss an der El Camino Real High School im Stadtteil Woodland Hills im Jahre 2010, wo sie auch für das schuleigene Mädchensoftballteam aktiv war, zog es sie nach San Francisco. Dort schrieb sie sich an der San Francisco State ein und war unter anderem Teil des Musikprojekts Scary Girls, bei dem sie als Sam Kraft in Erscheinung trat, und das eine Mischung aus Folk, Country und Rock produzierte. Im Jahr 2012 kehrte sie allerdings wieder nach Los Angeles zurück, wobei sie auch von der San Fran State an das Santa Monica College wechselte. Zurück in L.A. trat sie des Öfteren auch als Solo-Sängerin in Erscheinung, wobei sie sich meist selbst mit der Gitarre begleitete.
Im letzten Jahr vor ihrem Tod arbeitete sie zusammen mit ihrem älteren Bruder Frankie an einem Musical mit dem Titel Funerals, zu dem sie durch den Tod ihrer Großmutter inspiriert wurden. Im Januar 2012 gab Sammi Kane Kraft diesbezüglich Workshops, um passende Schauspieler für die Produktion zu finden. Am frühen Nachmittag des 9. Oktober 2012 war sie zusammen mit ihrer Freundin, der 21-jährigen Technischen Direktorin Molly Kate Adams, die auch in anderen technischen Arbeiten in Film und Fernsehen involviert war, in einem 2007er Audi auf der Interstate 10 in Los Angeles unterwegs. Die, wie später bekannt wurde, unter Alkoholeinfluss gestandene Lenkerin des Wagens, Molly Kate Adams, fuhr zuerst mit überhöhter Geschwindigkeit auf einen anderen Wagen auf und wurde danach mit ihrem Fahrzeug von einem weiteren Wagen getroffen. Nachdem die beiden Frauen im Wrack eingeklemmt wurden, konnte die Unfallfahrerin mit leichten Verletzungen vom LAFD befreit und anschließend verhaftet werden. Die ebenfalls eingeklemmte Kane Kraft wurde umgehend ins Cedars-Sinai Medical Center gebracht, wo sie für tot erklärt wurde. Das jüdische Begräbnis der 20-Jährigen fand am 15. Oktober 2012 am Hillside Memorial Park Cemetery, einem jüdischen Friedhof in Culver City, im Westen von L.A., statt.
Nach ihrem Tod gründeten ihre beiden älteren Brüder Frankie und Bobby im Gedenken an sie die Filmproduktionsgesellschaft Sammi Girl Productions.

## Filmografie
- 2005: Die Bären sind los (Bad News Bears)

## Auszeichnungen
- 2006: Young Artist Award in der Kategorie „Beste Besetzung in einem Spielfilm“ für ihr Engagement in Die Bären sind los[1]